# Circuit masculin de l'ITF 2023
Navigation
Saison 2022 Saison 2024
Le circuit masculin de l'ITF 2023 est la saison 2023 du circuit de tennis masculin organisé par l'ITF. Il représente l'échelon le plus bas des circuits de tennis professionnels, après l'ATP Tour et l'ATP Challenger Tour. Les tournois qui le composent sont communément appelés Futures. Ils sont dotés de 15 000 ou 25 000 $.

## Primes et dotations des tournois
Les tournois distribuent des points pour le classement ATP.
| Catégorie du tournoi | V  | F  | DF | QF | T2 | T1 |
| -------------------- | -- | -- | -- | -- | -- | -- |
| M25                  | 25 | 16 | 8  | 3  | 1  | 0  |
| M15                  | 15 | 8  | 4  | 2  | 1  | 0  |

## Résultats

### Janvier
| Date             | Lieu du tournoi         | Surface             | Dotation | Vainqueur               | Finaliste             | Score           |
| ---------------- | ----------------------- | ------------------- | -------- | ----------------------- | --------------------- | --------------- |
| 26 décembre 2022 | M15, Monastir           | Dur                 | 15 000 $ | Bogdan Bodrov           | Lucas Catarina        | 6-4, 7-5        |
| 2 janvier        | M25, Malibu             | Dur                 | 25 000 $ | Arthur Fery             | Alex Michelsen        | 6-4, 2-6, 6-4   |
| 2 janvier        | M15, Monastir           | Dur                 | 15 000 $ | Guy Den Ouden           | Bogdan Bodrov         | 7-5, 6-2        |
| 9 janvier        | M25, Loughborough       | Dur (int.)          | 25 000 $ | Clément Chidekh         | George Loffhagen      | 6-4, 6-2        |
| 9 janvier        | M25, Veigy-Foncenex     | Moquette (int.)     | 25 000 $ | Neil Oberleitner        | Matthias Bachinger    | 6-4, 6-2        |
| 9 janvier        | M15, Antalya            | Terre battue        | 15 000 $ | Dragos Nicolas Madaras  | Alex Marti Pujolras   | 6-3, 7-5        |
| 9 janvier        | M15, Manacor            | Dur                 | 15 000 $ | Álvaro López San Martín | Daniel Rincón         | 6-4, 3-6, 7-5   |
| 9 janvier        | M15, Monastir           | Dur                 | 15 000 $ | Lilian Marmousez        | David Pérez Sanz      | 4-6, 6-1, 6-0   |
| 9 janvier        | M15, Doha               | Dur                 | 15 000 $ | Kristjan Tamm           | Bernard Tomic         | 6-4, 7-65       |
| 16 janvier       | M25, Manacor            | Dur                 | 25 000 $ | Daniel Rincón           | Felix Gill            | 6-3, 6-3        |
| 16 janvier       | M25, Sheffield          | Dur (int.)          | 25 000 $ | Daniel Little           | Charles Broom         | 6-3, 6-4        |
| 16 janvier       | M25, Doha               | Dur                 | 25 000 $ | Elliott Benchetrit      | Bogdan Bobrov         | 6-4, 6-3        |
| 16 janvier       | M15, Jakarta            | Dur                 | 15 000 $ | Arthur Weber            | Sidharth Rawat        | 6-4, 3-6, 6-3   |
| 16 janvier       | M15, Ithaca             | Dur (int.)          | 15 000 $ | Radu Mihai Papoe        | Darian King           | 1-6, 6-4, 6-2   |
| 16 janvier       | M15, Vilnius            | Dur (int.)          | 15 000 $ | Edas Butvilas           | Szymon Kielan         | 6-1, 7-5        |
| 16 janvier       | M15, Bressuire          | Dur (int.)          | 15 000 $ | Gauthier Onclin         | Lucas Poulain         | 7-5, 6-3        |
| 16 janvier       | M15, Antalya            | Terre battue        | 15 000 $ | Dragos Nicolae Madaras  | Yanaki Milev          | 6-3, 6-2        |
| 16 janvier       | M15, Monastir           | Dur                 | 15 000 $ | Mili Poljičak           | Robin Bertrand        | 6-1, 2-6, 6-4   |
| 23 janvier       | M25, Al Zahra           | Dur                 | 25 000 $ | Prajnesh Gunneswaran    | Khumoyun Sultanov     | 6-2, 7-65       |
| 23 janvier       | M25, Nussloch           | Moquette (int.)     | 25 000 $ | Daniel Masur            | Matteo Martineau      | 6-3, 2-6, 7-61  |
| 23 janvier       | M25, Sunderland         | Dur (int.)          | 25 000 $ | Clément Chidekh         | Anton Matusevich      | Forfait         |
| 23 janvier       | M25, Manacor            | Dur                 | 25 000 $ | Daniel Rincón           | Abdullah Shelbayh     | 7-60, 3-6, 7-69 |
| 23 janvier       | M25, Wesley Chapel      | Dur                 | 25 000 $ | Nathan Ponwith          | Christian Langmo      | 6-3, 6-2        |
| 23 janvier       | M15, Monastir           | Dur                 | 15 000 $ | Moez Echargui           | Kalin Ivanovski       | 3-6, 6-3, 7-65  |
| 23 janvier       | M15, Le Caire           | Terre battue        | 15 000 $ | Dragos Nicolae Madaras  | Jose Fco Vidal Azorin | 1-6, 6-3, 6-1   |
| 23 janvier       | M15, Bagnoles-de-l’Orne | Terre battue (int.) | 15 000 $ | Sean Cuenin             | Lucas Catarina        | 6-3, 6-3        |
| 23 janvier       | M15, Antalya            | Terre battue        | 15 000 $ | Alex Barrena            | Gertely Madarasz      | 6-3, 6-2        |
| 23 janvier       | M15, Jakarta            | Dur                 | 15 000 $ | Nicholas David Ionel    | Sidharth Rawat        | 4-6, 6-1, 7-69  |
| 23 janvier       | M15, Edmond             | Dur (int.)          | 15 000 $ | Alex Michelsen          | Lucas Renard          | 65-7, 7-64, 6-1 |
| 30 janvier       | M25, Antalya            | Terre battue        | 25 000 $ | Dragos Nicolae Madaras  | Edoardo Lavagno       | 3-6, 6-4, 6-2   |
| 30 janvier       | M25, Monastir           | Dur                 | 25 000 $ | Francesco Forti         | Federico Gaio         | 6-3, 6-4        |
| 30 janvier       | M15, Monastir           | Dur                 | 15 000 $ | Federico Iannaccone     | Stefanos Sakellaridis | 3-6, 6-3, 6-2   |
| 30 janvier       | M15, Charm el-Cheikh    | Dur                 | 15 000 $ | Jiří Barnat             | Boris Butulija        | 6-3, 7-67       |

### Février
| Date       | Lieu du tournoi                 | Surface      | Dotation | Vainqueur               | Finaliste                  | Score          |
| ---------- | ------------------------------- | ------------ | -------- | ----------------------- | -------------------------- | -------------- |
| 6 février  | M25, Burnie                     | Dur          | 25 000 $ | Yuta Shimizu            | Alex Bolt                  | 6-4, 6-4       |
| 6 février  | M25, Bath                       | Dur (int.)   | 25 000 $ | Henri Squire            | Jules Marie                | 6-3, 6-3       |
| 6 février  | M25, Vila Real de Santo António | Dur          | 25 000 $ | Valentin Royer          | Gabriele Piraino           | 7-5, 4-6, 6-3  |
| 6 février  | M25, Monastir                   | Dur          | 25 000 $ | Jakub Paul              | Enrico Dalla Valle         | 6-3, 7-5       |
| 6 février  | M15, Monastir                   | Dur          | 15 000 $ | Ryan Nijboer            | Kalin Ivanovski            | 6-2, 3-0       |
| 6 février  | M15, Palm Coast                 | Terre battue | 15 000 $ | Gabi Adrian Boitan      | Ignacio Monzon             | 6-2, 4-6, 6-1  |
| 6 février  | M15, Grenoble                   | Dur (int.)   | 15 000 $ | Tristan Lamasine        | Timo Legout                | 6-3, 6-4       |
| 6 février  | M15, Charm el-Cheikh            | Dur          | 15 000 $ | Martyn Pawelski         | Boris Pokotilov            | 6-3, 6-4       |
| 13 février | M25, Vila Real de Santo António | Dur          | 25 000 $ | Henrique Rocha          | Federico Gaio              | 6-3, 6-1       |
| 13 février | M25, Monastir                   | Dur          | 25 000 $ | Oliver Crawford         | Moez Echargui              | 2-6, 6-4, 6-1  |
| 13 février | M25, Saint Domingue             | Dur          | 25 000 $ | Daniel Dutra da Silva   | Kyle Seelig                | 7-64, 7-5      |
| 13 février | M15, Monastir                   | Dur          | 15 000 $ | Lorenzo Rottoli         | Lucas Catarina             | 2-6, 6-4, 6-4  |
| 13 février | M15, Weston                     | Terre battue | 15 000 $ | Gabi Adrian Boitan      | Christian Langmo           | 6-3, 6-4       |
| 13 février | M15, Charm el-Cheikh            | Dur          | 15 000 $ | Peter Fatja             | Szymon Kieran              | 6-3, 6-2       |
| 13 février | M15, Oberhaching                | Dur (int.)   | 15 000 $ | Daniel Masur            | Rudolf Molleker            | 7-64, 7-63     |
| 20 février | M25, Faro                       | Dur          | 25 000 $ | Lucas Poullain          | Timo Legout                | 7-65, 6-2      |
| 20 février | M25, Monastir                   | Dur          | 25 000 $ | Fausto Tabacco          | Moez Echargui              | 6-2, 6-3       |
| 20 février | M25, Saint Domingue             | Dur          | 25 000 $ | Alex Bolt               | Adam Walton                | 4-6, 6-2, 7-65 |
| 20 février | M25, Swan Hill                  | Gazon        | 25 000 $ | Tristan Schoolkate      | Philip Sekulic             | 4-6, 6-4, 6-3  |
| 20 février | M15, Monastir                   | Dur          | 15 000 $ | Maks Kasnikowski        | Lucas Catarina             | 6-4, 6-0       |
| 20 février | M15, Tucuman                    | Terre battue | 15 000 $ | Genaro Alberto Olivieri | Franco Emanuel Egea        | 3-6, 6-4, 6-4  |
| 20 février | M15, Charm el-Cheikh            | Dur          | 15 000 $ | Marat Sharipov          | Robert Strombachs          | 3-6, 6-2, 6-3  |
| 20 février | M15, Naples                     | Terre battue | 15 000 $ | Gabi Adrian Boitan      | Kyle Kang                  | 6-3, 6-1       |
| 20 février | M15, Antalya                    | Terre battue | 15 000 $ | Àlex Martí Pujolràs     | Damien Wenger              | 6-2, 6-3       |
| 27 février | M25, Loule                      | Dur          | 25 000 $ | Gonçalo Oliveira        | Lucas Poullain             | 6-3, 6-2       |
| 27 février | M25, Torello                    | Dur          | 25 000 $ | John Echeverria         | Oriol Roca Batalla         | 5-7, 6-1, 7-65 |
| 27 février | M25, Tucuman                    | Terre battue | 25 000 $ | Francisco Comesaña      | Santiago Rodríguez Taverna | 7-5, 66-7, 6-3 |
| 27 février | M25, Swan Hill                  | Gazon        | 25 000 $ | Thomas Fancutt          | Luke Saville               | 6-4, 63-7, 7-5 |
| 27 février | M15, Monastir                   | Dur          | 15 000 $ | Moez Echargui           | Adrien Gobat               | 6-0, 7-63      |
| 27 février | M15, Aktobe                     | Dur (int.)   | 15 000 $ | David Pérez Sanz        | Evgeny Philippov           | 6-3, 0-6, 6-2  |
| 27 février | M15, Charm el-Cheikh            | Dur          | 15 000 $ | Saba Purtseladze        | Alexander Blockx           | 6-3, 6-4       |
| 27 février | M15, Naples                     | Terre battue | 15 000 $ | Federico Agustín Gómez  | Matías Franco Descotte     | 6-4, 6-0       |
| 27 février | M15, Antalya                    | Terre battue | 15 000 $ | Edoardo Lavagno         | Arthur Reymond             | 6-4, 3-6, 7-65 |

### Mars
| Date    | Lieu du tournoi      | Surface         | Dotation | Vainqueur                 | Finaliste                           | Score           |
| ------- | -------------------- | --------------- | -------- | ------------------------- | ----------------------------------- | --------------- |
| 6 mars  | M25, Rio Cuarto      | Terre battue    | 25 000 $ | Pol Martin Tiffon         | Murkel Dellien                      | 7-67, 3-6, 7-5  |
| 6 mars  | M25, Montréal        | Dur (int.)      | 25 000 $ | Jules Marie               | Strong Kirchheimer                  | 7-5, 6-0        |
| 6 mars  | M25, Quinta do Lago  | Dur             | 25 000 $ | Jesper De Jong            | Naoki Nakagawa                      | 6-1, 5-7, 6-4   |
| 6 mars  | M15, Monastir        | Dur             | 15 000 $ | Florent Bax               | Tao Mu                              | 6-2, 6-4        |
| 6 mars  | M15, Aktobe          | Dur (int.)      | 15 000 $ | Evgeny Philippov          | Alexandr Binda                      | 6-4, 4-6, 6-3   |
| 6 mars  | M15, Créteil         | Dur (int.)      | 15 000 $ | Marvin Moeller            | Tristan Lamasine                    | 6-2, 6-0        |
| 6 mars  | M15, Charm el-Cheikh | Dur             | 15 000 $ | Robert Strombachs         | Mohamed Safwat                      | 6-2, 6-3        |
| 6 mars  | M15, Kish Island     | Terre battue    | 15 000 $ | Dan Alexandru Tomescu     | Hazem Naw                           | 7-66, 6-4       |
| 6 mars  | M15, Porec           | Terre battue    | 15 000 $ | Dino Prižmić              | Mirko Martinez                      | 6-3, 6-2        |
| 6 mars  | M15, Antalya         | Terre battue    | 15 000 $ | Yanaki Milev              | Sean Cuenin                         | 4-6, 6-2, 6-2   |
| 13 mars | M25, Canberra        | Terre battue    | 25 000 $ | Marc Polmans              | Tatsuma Ito                         | 6-0, 4-6, 6-4   |
| 13 mars | M25, New Dehli       | Dur             | 25 000 $ | Evgeny Donskoy            | Yusuke Takahashi                    | 6-1, 6-3        |
| 13 mars | M25, Portimao        | Dur             | 25 000 $ | Gonçalo Oliveira          | Akira Santillan                     | 7-62, 6-4       |
| 13 mars | M25, Bakersfield     | Dur             | 25 000 $ | Alex Bolt                 | Kyle Kang                           | 6-3, 7-63       |
| 13 mars | M25, Palmanova       | Terre battue    | 25 000 $ | Pablo Llamas Ruiz         | Rudolf Molleker                     | 6-3, 6-2        |
| 13 mars | M25, Trimbach        | Moquette (int.) | 25 000 $ | Kacper Żuk                | Beibit Zhukayev                     | 6-4, 6-4        |
| 13 mars | M25, Montréal        | Dur (int.)      | 25 000 $ | Gabriel Diallo            | Henri Squire                        | 7-65, 6-3       |
| 13 mars | M25, Anapoima        | Terre battue    | 25 000 $ | Terence Atmane            | Emilien Voisin                      | 6-3, 6-2        |
| 13 mars | M15, Monastir        | Dur             | 15 000 $ | Lorenzo Rottoli           | Olaf Pieczkowski                    | 7-65, 6-3       |
| 13 mars | M15, Heraklion       | Dur             | 15 000 $ | Lucas Catarina            | François Musitelli                  | 6-3; 6-2        |
| 13 mars | M15, Poitiers        | Dur (int.)      | 15 000 $ | Sascha Gueymard Wayenburg | Antoine Ghibaudo                    | 7-65, 6-3       |
| 13 mars | M15, Charm el-Cheikh | Dur             | 15 000 $ | Joshua Sheehy             | Lukáš Pokorný                       | 7-66, 6-4       |
| 13 mars | M15, Kish Island     | Terre battue    | 15 000 $ | Denis Klok                | Hazem Naw                           | 3-6, 6-1, 6-3   |
| 13 mars | M15, Rovinj          | Terre battue    | 15 000 $ | Matej Dodig               | Federico Arnaboldi                  | 6-0, 6-2        |
| 13 mars | M15, Antalya         | Terre battue    | 15 000 $ | Dragos Nicolae Madaras    | Gilles-Arnaud Bailly                | 6-3, 6-1        |
| 20 mars | M25, Canberra        | Terre battue    | 25 000 $ | Dane Sweeny               | Marc Polmans                        | 6-71, 7-65, 6-4 |
| 20 mars | M25, Lucknow         | Dur             | 25 000 $ | Evgeny Donskoy            | Eric Vanshelboim                    | 6-2, 7-5        |
| 20 mars | M25, Calabasas       | Dur             | 25 000 $ | Nathan Ponwith            | Alex Michelsen                      | 6-3, 65-7, 7-5  |
| 20 mars | M25, Palmanova       | Terre battue    | 25 000 $ | Max Houkes                | Stefano Travaglia                   | 4-6, 6-1, 6-2   |
| 20 mars | M25, Toulouse        | Dur (int.)      | 25 000 $ | Nikolay Vylegzhanin       | Harry Wendelken                     | 3-6, 6-1, 6-2   |
| 20 mars | M25, Mosquera        | Terre battue    | 25 000 $ | Mateus Alves              | Johan Alexander Rodriguez Rodriguez | 6-2, 7-65       |
| 20 mars | M15, Monastir        | Dur             | 15 000 $ | Alexandre Aubriot         | Maxence Beauge                      | 64-7, 6-2, 6-4  |
| 20 mars | M15, Heraklion       | Dur             | 15 000 $ | Lucas Catarina            | Sebastian Gima                      | 6-3, 6-2        |
| 20 mars | M15, Charm el-Cheikh | Dur             | 15 000 $ | Marat Sharipov            | Amr Elsayed                         | 6-1, 6-1        |
| 20 mars | M15, Opatija         | Terre battue    | 15 000 $ | Viacheslav Bielinskyi     | Sergi Perez Contri                  | 6-1, 2-6, 6-3   |
| 20 mars | M15, Antalya         | Terre battue    | 15 000 $ | Gilles-Arnaud Bailly      | Peter Heller                        | 6-3, 4-6, 7-5   |
| 27 mars | M25, Tsukuba         | Dur             | 25 000 $ | Yu Hsiou Hsu              | Sho Shimabukuro                     | 7-65, 6-4       |
| 27 mars | M25, Mysore          | Dur             | 25 000 $ | George Loffhagen          | Blake Ellis                         | 4-6, 6-2, 7-64  |
| 27 mars | M25, Trente          | Dur (int.)      | 25 000 $ | Jérôme Kym                | Alastair Gray                       | 7-67, 6-2       |
| 27 mars | M25, Saint-Dizier    | Dur (int.)      | 25 000 $ | Clément Chidekh           | Khumoyun Sultanov                   | 7-64, 6-1       |
| 27 mars | M25, Trnava          | Dur (int.)      | 25 000 $ | Jakub Menšík              | Karl Friberg                        | 7-66, 6-3       |
| 27 mars | M15, Monastir        | Dur             | 15 000 $ | Luca Wiedenmann           | Buvaysar Gadamauri                  | 6-4, 6-3        |
| 27 mars | M15, Charm el-Cheikh | Dur             | 15 000 $ | Mohamed Safwat            | Ilia Simakin                        | 6-4, 6-0        |
| 27 mars | M15, Antalya         | Terre battue    | 15 000 $ | Cezar Cretu               | Dragos Nicolae Madaras              | 6-2, 1-6, 7-65  |

### Avril
| Date     | Lieu du tournoi                     | Surface             | Dotation | Vainqueur                   | Finaliste                     | Score           |
| -------- | ----------------------------------- | ------------------- | -------- | --------------------------- | ----------------------------- | --------------- |
| 3 avril  | M25, Santa Margherita di Pula       | Terre battue        | 25 000 $ | Daniel Michalski            | Timo Legout                   | 6-4, 6-3        |
| 3 avril  | M25, Kashiwa                        | Dur                 | 25 000 $ | Yu Hsiou-hsu                | Jea Moon-lee                  | 6-1, 6-1        |
| 3 avril  | M25, Dubrovnik                      | Terre battue        | 25 000 $ | Duje Ajdukovic              | Luka Mikrut                   | 6-3, 6-2        |
| 3 avril  | M25, Reus                           | Terre battue        | 25 000 $ | Vilius Gaubas               | Miguel Damas                  | 6-4, 6-4        |
| 3 avril  | M15, Lons-le-Saunier                | Dur (int.)          | 15 000 $ | Sascha Gueymard Wayenburg   | Florian Broska                | 6-4, 7-65       |
| 3 avril  | M15, Singapour                      | Dur                 | 15 000 $ | Dayne Kelly                 | Arthur Weber                  | 7-5, 2-6, 7-66  |
| 3 avril  | M15, Monastir                       | Dur                 | 15 000 $ | Li Tu                       | Daniel Rodrigues              | 3-6, 6-4, 6-4   |
| 3 avril  | M15, Santo Domingo de los Tsáchilas | Terre battue        | 15 000 $ | Gonzalo Bueno               | Andres Andrade                | 6-2, 6-1        |
| 3 avril  | M15, Charm el-Cheikh                | Dur                 | 15 000 $ | Evgenii Tiurnev             | Saba Purtseladze              | 1-6, 7-65, 7-65 |
| 3 avril  | M15, Chennai                        | Dur                 | 15 000 $ | Digvijay Pratap Singh       | Sidharth Rawat                | 6-4, 7-63       |
| 3 avril  | M15, Antalya                        | Terre battue        | 15 000 $ | Dragos Nicolae Madaras      | Sidane Pontjodikromo          | 6-0, 6-1        |
| 10 avril | M25, Santa Margherita di Pula       | Terre battue        | 25 000 $ | Goncalo Oliveira            | Daniel Michalski              | 6-3, 6-2        |
| 10 avril | M25, Jakarta                        | Dur                 | 25 000 $ | Dayne Kelly                 | Rifqi Fitriadi                | 6-0, 6-0        |
| 10 avril | M25, Charm el-Cheikh                | Dur                 | 25 000 $ | Saba Purtseladze            | Alibek Kachmazov              | 6-4, 7-5        |
| 10 avril | M15, Telde                          | Terre battue        | 15 000 $ | Vilius Gaubas               | Diego Augusto Barreto Sánchez | 7-64, 6-2       |
| 10 avril | M15, Sunrise                        | Terre battue        | 15 000 $ | Thai-Son Kwiatkowski        | Tristan McCormick             | 6-4, 7-65       |
| 10 avril | M15, Monastir                       | Dur                 | 15 000 $ | Duarte Vale                 | Li Tu                         | 6-3, 3-0        |
| 10 avril | M15, Santo Domingo de los Tsáchilas | Terre battue        | 15 000 $ | Gonzalo Bueno               | Ignacio Monzon                | 6-4, 6-2        |
| 10 avril | M15, Antalya                        | Terre battue        | 15 000 $ | Yanaki Milev                | Dragos Nicolae Madaras        | 6-4, 0-6, 6-4   |
| 17 avril | M25, Santa Margherita di Pula       | Terre battue        | 25 000 $ | Julian Ocleppo              | Tommaso Compagnucci           | 6-0, 6-3        |
| 17 avril | M25, Nottingham                     | Dur                 | 25 000 $ | Jules Marie                 | Daniel Cox                    | 6-3, 6-3        |
| 17 avril | M25, Jakarta                        | Dur                 | 25 000 $ | Leo Borg                    | Jea Moon-lee                  | 6-4, 6-4        |
| 17 avril | M25, Charm el-Cheikh                | Dur                 | 25 000 $ | Samuel Vincent Ruggeri      | Kris van Wyk                  | 7-5, 3-6, 6-1   |
| 17 avril | M25, Angers                         | Terre battue (int.) | 25 000 $ | Clément Tabur               | Maxime Chazal                 | 6-4, 6-3        |
| 17 avril | M25, Split                          | Terre battue        | 25 000 $ | Duje Ajdukovic              | Eric Vanshelboim              | 6-3, 6-4        |
| 17 avril | M15, Telde                          | Terre battue        | 15 000 $ | Alejandro Manzanera Pertusa | Marcel Zielinski              | 6-4, 7-65       |
| 17 avril | M15, Tacarigua                      | Dur                 | 15 000 $ | Ezekiel Clark               | Victor Lilov                  | 3-6, 6-2, 7-5   |
| 17 avril | M15, Monastir                       | Dur                 | 15 000 $ | Omni Kumar                  | Bogdan Bobrov                 | 7-64, 2-6, 6-1  |
| 17 avril | M15, Antalya                        | Terre battue        | 15 000 $ | Dragos Nicolae Madaras      | Viacheslav Bielinskyi         | 3-2             |
| 24 avril | M25, Santa Margherita di Pula       | Terre battue        | 25 000 $ | Lorenzo Rottoli             | Giovanni Oradini              | 6-1, 6-2        |
| 24 avril | M25, Nottingham                     | Dur                 | 25 000 $ | August Holmgren             | Lucas Poullain                | 7-65, 7-64      |
| 24 avril | M25, Jakarta                        | Dur                 | 25 000 $ | Yanki Erel                  | Brandon Walkin                | 6-3, 6-0        |
| 24 avril | M25, Sanxenxo                       | Dur                 | 25 000 $ | Rigele Te                   | Robert Strombachs             | 7-65, 3-6, 7-67 |
| 24 avril | M25, Tbilisi                        | Dur                 | 25 000 $ | Alibek Kachmazov            | Egor Agafonov                 | 6-2, 6-1        |
| 24 avril | M15, Vero Beach                     | Terre battue        | 15 000 $ | Dan Martin                  | Jaycer Lyeons                 | 7-5, 1-6, 7-5   |
| 24 avril | M15, Tacarigua                      | Dur                 | 15 000 $ | Maxence Broville            | Ezekiel Clark                 | 7-5, 7-66       |
| 24 avril | M15, Monastir                       | Dur                 | 15 000 $ | Blaž Rola                   | Adrien Gobat                  | 7-64, 6-2       |
| 24 avril | M15, Antalya                        | Terre battue        | 15 000 $ | Luciano Emanuel Ambrogi     | Dragos Nicolae Madaras        | 7-64, 6-3       |
| 24 avril | M15, Kuršumlijska Banja             | Terre battue        | 15 000 $ | Maks Kasnikowski            | Duje Ajdukovic                | 6-4, 7-63       |
| 24 avril | M15, Mogi das Cruzes                | Terre battue        | 15 000 $ | Orlando Luz                 | Franco Roncadelli             | 2-6, 6-0, 6-2   |
| 24 avril | M15, Meerbusch                      | Terre battue        | 15 000 $ | Arthur Reymond              | Marat Sharipov                | 6-4. 3-6, 6-1   |
| 24 avril | M15, Larnaca                        | Terre battue        | 15 000 $ | Guy Den Ouden               | Simon Anthony Ivanov          | 68-7, 6-2, 6-4  |

### Mai
| Date    | Lieu du tournoi               | Surface      | Dotation | Vainqueur                 | Finaliste                 | Score           |
| ------- | ----------------------------- | ------------ | -------- | ------------------------- | ------------------------- | --------------- |
| 1er mai | M25, Santa Margherita di Pula | Terre battue | 25 000 $ | Daniel Michalski          | Sebastian Fanselow        | 6-1, 6-2        |
| 1er mai | M25, Nottingham               | Dur          | 25 000 $ | George Loffhagen          | Jules Marie               | 7-65, 6-2       |
| 1er mai | M25, Sabadell                 | Terre battue | 25 000 $ | Mathias Bourgue           | Maxime Chazal             | 7-65, 6-4       |
| 1er mai | M15, Orange Park              | Terre battue | 15 000 $ | Roberto Cid Subervi       | Matija Pecotic            | 0-6, 6-3, 6-2   |
| 1er mai | M15, Tbilisi                  | Dur          | 15 000 $ | Adam Walton               | Orel Kimhi                | 6-1, 6-2        |
| 1er mai | M15, Monastir                 | Dur          | 15 000 $ | Skander Mansouri          | Omni Kumar                | 6-3, 6-4        |
| 1er mai | M15, Antalya                  | Terre battue | 15 000 $ | Luciano Emanuel Ambrogi   | Yshai Oliel               | 6-2, 7-5        |
| 1er mai | M15, Kuršumlijska Banja       | Terre battue | 15 000 $ | Marko Topo                | Elliot Benchetrit         | 6-3, 6-4        |
| 1er mai | M15, Osijek                   | Terre battue | 15 000 $ | Neil Oberleitner          | Mohamed Safwat            | 6-4, 6-3        |
| 1er mai | M15, Larnaca                  | Terre battue | 15 000 $ | Nicholas David Ionel      | Filip Cristian Jianu      | 6-3, 7-62       |
| 8 mai   | M25, Varnamo                  | Terre battue | 25 000 $ | Dragos Nicolas Madaras    | Oliver Crawford           | 7-64, 6-1       |
| 8 mai   | M25, Valldoreix               | Terre battue | 25 000 $ | Nikolas Sanchez Izquierdo | Alex Marti Pujolras       | 6-2, 6-0        |
| 8 mai   | M25, Kuršumlijska Banja       | Terre battue | 25 000 $ | Clément Tabur             | Kalin Ivanovski           | 6-4, 3-6, 6-2   |
| 8 mai   | M15, Doboj                    | Terre battue | 15 000 $ | Ergi Kirkin               | Sebastian Sorger          | 7-65, 7-5       |
| 8 mai   | M15, Monastir                 | Dur          | 15 000 $ | Eliakim Coulibaly         | Rigele Te                 | 6-2, 6-1        |
| 8 mai   | M15, Antalya                  | Terre battue | 15 000 $ | Sidane Pontjodikromo      | Deney Wassermann          | 2-4             |
| 8 mai   | M15, Larnaca                  | Terre battue | 15 000 $ | Filip Cristian Jianu      | Sebastian Prechtel        | 5-7, 6-3, 6-2   |
| 15 mai  | M25, Reggio d'Émilie          | Terre battue | 25 000 $ | Jay Clarke                | Julian Ocleppo            | 6-3, 6-4        |
| 15 mai  | M25, Prague                   | Terre battue | 25 000 $ | Lukas Neumayer            | Henri Squire              | 6-2, 6-3        |
| 15 mai  | M25, Gurb                     | Terre battue | 25 000 $ | David Jorda Sanchis       | Daniel Cukierman          | 6-3, 6-1        |
| 15 mai  | M25, Xalapa                   | Dur          | 25 000 $ | Ernesto Escobedo          | Aidan Mayo                | 6-3, 6-4        |
| 15 mai  | M25, Kuršumlijska Banja       | Terre battue | 25 000 $ | Marko Topo                | Mathys Erhard             | 6-2, 6-1        |
| 15 mai  | M25, Pensacola                | Terre battue | 25 000 $ | Dmitry Popko              | Aidan Kim                 | 6-1, 6-4        |
| 15 mai  | M15, Prijedor                 | Terre battue | 15 000 $ | Andrej Nedic              | Viacheslav Bielinskyi     | 6-4, 2-6, 6-1   |
| 15 mai  | M15, Monastir                 | Dur          | 15 000 $ | Skander Mansouri          | Yassine Dlimi             | 6-4, 6-3        |
| 15 mai  | M15, Antalya                  | Terre battue | 15 000 $ | Dragos Nicolas Madaras    | Lorenzo Joaquin Rodriguez | 7-5, 6-1        |
| 15 mai  | M15, Kalmar                   | Terre battue | 15 000 $ | Lucas Catarina            | Max Dahlin                | 6-1, 3-6, 7-612 |
| 15 mai  | M15, Addis-Abeba              | Terre battue | 15 000 $ | Benjamin Lock             | Eric Vanshelboim          | 7-5, 6-2        |
| 15 mai  | M15, Pazardzhik               | Terre battue | 15 000 $ | Iliya Radulov             | Simone Roncalli           | 6-4, 6-1        |
| 15 mai  | M15, Krsko                    | Terre battue | 15 000 $ | Lucas Gerch               | Mirza Bašić               | 6-4, 6-1        |
| 22 mai  | M25, Bodrum                   | Terre battue | 25 000 $ | Rudolf Molleker           | George Loffhagen          | 6-1, 7-64       |
| 22 mai  | M25, Mataro                   | Terre battue | 25 000 $ | Nikolas Sanchez Izquierdo | Stefanos Sakellaridis     | 6-1, 6-4        |
| 22 mai  | M25, Most                     | Terre battue | 25 000 $ | Henri Squire              | Timo Stodder              | 6-1, 3-6, 6-0   |
| 22 mai  | M15, Kuršumlijska Banja       | Terre battue | 15 000 $ | Peter Fatja               | Andrea Picchione          | 7-65, 6-2       |
| 22 mai  | M15, Monastir                 | Dur          | 15 000 $ | Hady Habib                | Adrien Gobat              | 6-2, 6-4        |
| 22 mai  | M15, Huntsville               | Terre battue | 15 000 $ | Fnu Nidunjianzan          | Roberto Cid Subervi       | 7-5, 6-3        |
| 22 mai  | M15, Brcko                    | Terre battue | 15 000 $ | Andrej Nedic              | Stefan Popovic            | 6-4, 6-4        |
| 22 mai  | M15, Warmbad Villach          | Terre battue | 15 000 $ | Alex Barren               | Tim Handel                | 2-6, 6-4, 6-3   |
| 22 mai  | M15, Addis-Abeba              | Terre battue | 15 000 $ | Benjamin Lock             | Rishab Agarwal            | 6-2, 6-2        |
| 22 mai  | M15, Pazardzhik               | Terre battue | 15 000 $ | Matyas Fuele              | Riccardo Balzerani        | 6-4, 7-65       |
| 22 mai  | M15, Bucarest                 | Terre battue | 15 000 $ | Cezar Cretu               | Yshai Oliel               | 6-4, 6-2        |
| 22 mai  | M15, Tabasco                  | Dur (int.)   | 15 000 $ | Ezekiel Clark             | Aidan Mayo                | 2-6, 6-2, 6-4   |
| 29 mai  | M25, Carnac                   | Terre battue | 25 000 $ | Lucas Poullain            | Antoine Hoang             | 4-6, 6-2, 6-2   |
| 29 mai  | M25, La Nucia                 | Terre battue | 25 000 $ | Alibek Kachmazov          | Carlos Sanchez Rover      | 6-2, 6-1        |
| 29 mai  | M25, Jablonec nad Nisou       | Terre battue | 25 000 $ | Lukas Neumayer            | Tim Handel                | 6-2, 3-6, 6-1   |
| 29 mai  | M25, Jakarta                  | Dur          | 25 000 $ | Jason Jung                | Dominik Palan             | 6-2, 6-2        |
| 29 mai  | M25, Kiseljak                 | Terre battue | 25 000 $ | Duje Ajdukovic            | Pedro Boscardin Dias      | 6-2, 7-5        |
| 29 mai  | M25, Rome                     | Terre battue | 25 000 $ | Goncalo Oliveira          | Luca Potenza              | 6-2, 6-1        |
| 29 mai  | M15, Kuršumlijska Banja       | Terre battue | 15 000 $ | Martyn Pawelski           | Luka Pavlovic             | 6-4, 6-1        |
| 29 mai  | M15, Monastir                 | Dur          | 15 000 $ | Alexandr Cozbinov         | Adrien Gobat              | 6-1, 6-4        |
| 29 mai  | M15, Rancho Santa Fe          | Dur          | 15 000 $ | Colin Sinclair            | Jaimee Floyd Angele       | 6-3, 6-2        |
| 29 mai  | M15, Constanta                | Terre battue | 15 000 $ | Elmer Møller              | Florent Bax               | 3-6, 6-0, 6-1   |
| 29 mai  | M15, Nakhon Si Thammarat      | Dur          | 15 000 $ | Orel Kimhi                | Philip Sekulic            | 6-4, 7-5        |
| 29 mai  | M15, Karuizawa                | Terre battue | 15 000 $ | Yuta Kawahashi            | Tatsuma Ito               | 7-5, 6-2        |

### Juin
| Date    | Lieu du tournoi          | Surface             | Dotation | Vainqueur                | Finaliste                   | Score           |
| ------- | ------------------------ | ------------------- | -------- | ------------------------ | --------------------------- | --------------- |
| 5 juin  | M25, Cordoba             | Terre battue        | 25 000 $ | Javier Barranco Cosano   | Daniel Merida               | 6-4, 6-1        |
| 5 juin  | M25, Daegu               | Dur                 | 25 000 $ | Uisung Park              | Jeamoon Lee                 | 6-3, 7-5        |
| 5 juin  | M25, Jakarta             | Dur                 | 25 000 $ | Yanki Erel               | Hiroki Moriya               | 6-3, 4-6, 6-2   |
| 5 juin  | M25, Skopje              | Terre battue        | 25 000 $ | Kalin Ivanovski          | Sascha Gueymard Wayenburg   | 7-62, 6-4       |
| 5 juin  | M25, Luzhou              | Dur                 | 25 000 $ | Hanwen Li                | Hanyi Liu                   | 6-4, 6-2        |
| 5 juin  | M25, Kuršumlijska Banja  | Terre battue        | 25 000 $ | Alexander Zgirovski      | Sebastian Gima              | 6-4, 6-3        |
| 5 juin  | M15, Monastir            | Dur                 | 15 000 $ | Hady Habib               | Ryuki Matsuda               | 6-2, 6-3        |
| 5 juin  | M15, San Diego           | Dur                 | 15 000 $ | Jacob Brumm              | Jack Anthrop                | 7-65, 6-3       |
| 5 juin  | M15, Sarajevo            | Terre battue        | 15 000 $ | Elmar Ejupovic           | Luka Mikrut                 | 6-3, 6-3        |
| 5 juin  | M15, Nakhon Si Thammarat | Dur                 | 15 000 $ | Shinji Hazawa            | S D Prajwal Dev             | 6-3, 6-4        |
| 5 juin  | M15, Nyíregyháza         | Terre battue        | 15 000 $ | Peter Fajta              | Dragos Nicolae Madaras      | 6-3, 6-2        |
| 5 juin  | M15, Vaasa               | Dur                 | 15 000 $ | Karl Friberg             | Patrick Kaukovalta          | 6-0, 6-4        |
| 5 juin  | M15, Téhéran             | Terre battue        | 15 000 $ | Lorenzo Bocchi           | Alexander Stater            | 6-3, 62-7, 7-5  |
| 5 juin  | M15, Frascati            | Terre battue        | 15 000 $ | Julian Ocleppo           | Stefano Napolitano          | 6-4, 7-5        |
| 5 juin  | M15, Tanger              | Terre battue        | 15 000 $ | Filippo Moroni           | Corentin Denolly            | 6-3, 7-61       |
| 12 juin | M25, Grasse              | Terre battue        | 25 000 $ | Titouan Droguet          | Maxime Chazal               | 6-1, 7-5        |
| 12 juin | M25, Martos              | Dur                 | 25 000 $ | Fajing Sun               | Pedro Vives Marcos          | 7-63, 6-4       |
| 12 juin | M25, Changwon            | Dur                 | 25 000 $ | Sanhui Shin              | Yoki Mochizuki              | 6-3, 6-3        |
| 12 juin | M25, Nakhon Si Thammarat | Dur                 | 25 000 $ | Hiroki Moriya            | Kasidit Samrej              | 2-6, 6-2, 6-2   |
| 12 juin | M25, Aarhus              | Terre battue        | 25 000 $ | Elmer Møller             | Leo Borg                    | 6-3 6-3         |
| 12 juin | M25, Wichita             | Dur                 | 25 000 $ | Ethan Quinn              | Ozan Baris                  | 6-3 7-5         |
| 12 juin | M15, Kuršumlijska Banja  | Terre battue        | 15 000 $ | Luka Pavlovic            | Dusan Obradovic             | 6-2 6-2         |
| 12 juin | M15, Monastir            | Dur                 | 15 000 $ | Hady Habib               | Coleman Wong                | 6-3, 6-3        |
| 12 juin | M15, San Diego           | Dur                 | 15 000 $ | Lorenzo Claverie         | Blaise Bicknell             | 3-6 7-5 6-2     |
| 12 juin | M15, Litija              | Terre battue        | 15 000 $ | Pawel Cias               | Alvaro Guillen Meza         | 6-3, 6-1        |
| 12 juin | M15, Tianjin             | Dur                 | 15 000 $ | Zhe Li                   | Kuan-yi Lee                 | 6-3, ab.        |
| 12 juin | M15, Duffel              | Terre battue        | 15 000 $ | Jeremy Jahn              | Michiel De Krom             | Forfait         |
| 12 juin | M15, Chieti              | Terre battue        | 15 000 $ | Marcello Serafini        | Manuel Mazza                | 6-0, 6-1        |
| 12 juin | M15, Téhéran             | Terre battue        | 15 000 $ | Denis Klok               | Erik Arutiunian             | 6-2, 6-1        |
| 12 juin | M15, Jakarta             | Dur                 | 15 000 $ | Omar Jasika              | Justin Barki                | 6-2, 6-3        |
| 12 juin | M15, Rabat               | Terre battue        | 15 000 $ | Valentin Royer           | Pedro Rodenas               | 5-7, 7-65, 6-2  |
| 19 juin | M25, Montauban           | Terre battue        | 25 000 $ | Valentin Vacherot        | Titouan Droguet             | 6-4, 2-6, 7-64  |
| 19 juin | M25, Mungia              | Terre battue (int.) | 25 000 $ | Henrique Rocha           | Pedro Vives Marcos          | 6-3, 6-4        |
| 19 juin | M25, Anseong             | Terre battue        | 25 000 $ | Gerard Campana Lee       | Sanhui Shin                 | 7-5, 6-4        |
| 19 juin | M25, Netanya             | Dur                 | 25 000 $ | Martyn Pawelski          | Filip Peliwo                | 6-1, 7-5        |
| 19 juin | M25, Cattolica           | Terre battue        | 25 000 $ | Enrico Dalla valle       | Samuel Vincent Ruggeri      | 6-4, 6-2        |
| 19 juin | M25, Poprad              | Terre battue        | 25 000 $ | Patrik Rikl              | Andrew Paulson              | 3-6, 7-65, 6-4  |
| 19 juin | M25, Tulsa               | Dur                 | 25 000 $ | Adam Walton              | Nick Chappell               | 6-1, 6-3        |
| 19 juin | M15, Kuršumlijska Banja  | Terre battue        | 15 000 $ | Andrey Chepelev          | Leonardo Aboian             | 1-6, 6-4, 6-3   |
| 19 juin | M15, Monastir            | Dur                 | 15 000 $ | Coleman Wong             | Luca Giacomini              | 6-3, 5-7, 6-1   |
| 19 juin | M15, Los Angeles         | Dur                 | 15 000 $ | Omni Kumar               | Quinn Vandecasteele         | 6-4, 6-1        |
| 19 juin | M15, South Bend          | Dur                 | 15 000 $ | James Tracy              | Strong Kircheimer           | 6-1, 6-2        |
| 19 juin | M15, Store               | Terre battue        | 15 000 $ | Alvaro Guillen Meza      | Dominik Kellovsky           | 6-4, 6-0        |
| 19 juin | M15, Tianjin             | Dur                 | 15 000 $ | Yan Bai                  | Yecong Mo                   | 7-5, 6-3        |
| 19 juin | M15, Saint Domingue      | Dur                 | 15 000 $ | Tauheed Browning         | Liam Draxl                  | 7-65, 5-7, 7-68 |
| 19 juin | M15, Cluj-Napoca         | Terre battue        | 15 000 $ | Radu Mihai Papoe         | Chris Rodesch               | 2-6, 7-64, 6-4  |
| 19 juin | M15, Saarlouis           | Terre battue        | 15 000 $ | Sander Jong              | Jeffrey Von Der Schulenburg | 6-1, 6-0        |
| 19 juin | M15, Jakarta             | Dur                 | 15 000 $ | Sora Fukuda              | Yurii Dzhavakian            | 6-4, 6-3        |
| 19 juin | M15, Casablanca          | Terre battue        | 15 000 $ | Yassine Dlimi            | Jorge Martinez Martinez     | 7-5, 7-61       |
| 26 juin | M25, Bourg-en-Bresse     | Terre battue        | 25 000 $ | Valentin Vacherot        | Tristan Lamasine            | 6-1, 2-6, 7-5   |
| 26 juin | M25, Bakio               | Dur                 | 25 000 $ | Henrique Rocha           | Lucas Poullain              | 6-2, 6-2        |
| 26 juin | M25, Arlon               | Terre battue        | 25 000 $ | Tibo Colson              | Sandro Kopp                 | 6-2, 6-2        |
| 26 juin | M25, Netanya             | Dur                 | 25 000 $ | Yshai Oliel              | Filip Peliwo                | 1-6, 7-65, 6-2  |
| 26 juin | M25, Saint Domingue      | Dur                 | 25 000 $ | Martin Damm              | Liam Draxl                  | 7-65, 6-4       |
| 26 juin | M25, Rosario             | Terre battue        | 25 000 $ | Juan Ignacio Londero     | Daniel Vallejo              | 6-3, 6-2        |
| 26 juin | M15, Belgrade            | Terre battue        | 15 000 $ | Ergi Kirkin              | Miljan Zekic                | 3-6, 7-5, 6-3   |
| 26 juin | M15, Monastir            | Dur                 | 15 000 $ | Oliver Tarvet            | Igor Kudriashov             | 6-1, 6-1        |
| 26 juin | M15, Irvine              | Dur                 | 15 000 $ | Learner Tien             | Quinn Vandecasteele         | 7-5, 6-2        |
| 26 juin | M15, Wrocław             | Terre battue        | 15 000 $ | Goncalo Oliveira         | Jiri Barnat                 | 6-2, 6-4        |
| 26 juin | M15, Celje               | Terre battue        | 15 000 $ | Enrico Dalla valle       | Pawel Cias                  | 6-0, 6-1        |
| 26 juin | M15, Tianjin             | Dur                 | 15 000 $ | Yan Bai                  | Aoran Wang                  | 6-2, ab.        |
| 26 juin | M15, Alkmaar             | Terre battue        | 15 000 $ | Sander Jong              | Elmer Møller                | 6-4, 6-3        |
| 26 juin | M15, Bergame             | Terre battue        | 15 000 $ | Inaki Montes de la Torre | Mariano Kestelboim          | 6-3, 4-6, 7-5   |
| 26 juin | M15, Kamen               | Terre battue        | 15 000 $ | Svyatoslav Gulin         | Hynek Barton                | 2-6, 6-4, 6-2   |
| 26 juin | M15, Jakarta             | Dur                 | 15 000 $ | M. Rifqi Fitriadi        | Palaphoom Kovapitukted      | 6-3, 6-4        |
| 26 juin | M15, Casablanca          | Terre battue        | 15 000 $ | Mario Gonzalez Fernandez | Franco Roncadelli           | 6-3, 6-3        |

### Juillet
| Date       | Lieu du tournoi          | Surface      | Dotation | Vainqueur                 | Finaliste                | Score            |
| ---------- | ------------------------ | ------------ | -------- | ------------------------- | ------------------------ | ---------------- |
| 3 juillet  | M25, Ajaccio             | Dur          | 25 000 $ | Jules Marie               | Lucas Poullain           | 6-4, 6-4         |
| 3 juillet  | M25, Getxo               | Terre battue | 25 000 $ | Javier Barranco Cosano    | Inaki Montes de la Torre | 7-62             |
| 3 juillet  | M25, Biella              | Terre battue | 25 000 $ | Stefano Napolitano        | Lorenzo Carboni          | 6-4, 6-0         |
| 3 juillet  | M25, La Haye             | Terre battue | 25 000 $ | Max Houkes                | Guy Den Ouden            | 3-6, 6-3, 6-3    |
| 3 juillet  | M25, Marbourg            | Terre battue | 25 000 $ | Timo Stodder              | Louis Wessels            | 6-4, 6-3         |
| 3 juillet  | M25, Klosters            | Terre battue | 25 000 $ | Oliver Crawford           | Damien Wenger            | 6-1, 6-3         |
| 3 juillet  | M25, Brașov              | Terre battue | 25 000 $ | Dragos Nicolae Madaras    | Vlad Andrei Dancu        | 6-3, 6-3         |
| 3 juillet  | M15, Monastir            | Dur          | 15 000 $ | Alexis Gautier            | Kalman Boyd              | 6-4, 6-3         |
| 3 juillet  | M15, Lakewood            | Dur          | 15 000 $ | Andre Ilagan              | Alfred Perez             | 7-5, 3-6, 6-3    |
| 3 juillet  | M15, Sofia               | Terre battue | 15 000 $ | Goncalo Oliveira          | Marvin Moeller           | 6-3, 6-1         |
| 3 juillet  | M15, Tianjin             | Dur          | 15 000 $ | Zhe Li                    | Jie Cui                  | 4-6, 7-66, 6-4   |
| 3 juillet  | M15, Nakhon Si Thammarat | Dur          | 15 000 $ | Maximus Jones             | Ryuki Matsuda            | 6-1, 6-4         |
| 10 juillet | M25, Uriage-les-Bains    | Terre battue | 25 000 $ | Ugo Blanchet              | Marvin Moeller           | 6-3, 6-4         |
| 10 juillet | M25, Roda de Berà        | Dur          | 25 000 $ | Imanol Lopez Morillo      | Cem Ilkel                | 6-4, 6-4         |
| 10 juillet | M25, Nottingham          | Gazon        | 25 000 $ | Toby Samuel               | Billy Harris             | 6-4, 6-4         |
| 10 juillet | M25, Padoue              | Terre battue | 25 000 $ | Clément Tabur             | Samuel Vincent Ruggeri   | 1-6, 7-65, 6-3   |
| 10 juillet | M25, Cassel              | Terre battue | 25 000 $ | Andrew Paulson            | Daniel Dutra da Silva    | 6-4, 6-2         |
| 10 juillet | M25, Esch-sur-Alzette    | Terre battue | 25 000 $ | Nikolas Sanchez Izquierdo | Marlon Vankan            | 1-6, 6-3, 6-2    |
| 10 juillet | M25, Laval               | Dur          | 25 000 $ | Blaise Bicknell           | James Tracy              | 3-6, 6-3, 6-4    |
| 10 juillet | M25, Dallas              | Dur (int.)   | 25 000 $ | Mitchell Krueger          | Aidan Mayo               | 6-4, 6-0         |
| 10 juillet | M15, Monastir            | Dur          | 15 000 $ | Alexis Gautier            | Yassine Dlimi            | 6-3, 7-5         |
| 10 juillet | M15, Lakewood            | Dur          | 15 000 $ | Stefan Dostanic           | Andre Ilagan             | 7-61, 6-2, 7-5   |
| 10 juillet | M15, Shanghaï            | Dur          | 15 000 $ | Luca Castelnuovo          | Chukang Wang             | 7-5, 7-5         |
| 10 juillet | M15, Nakhon Si Thammarat | Dur          | 15 000 $ | Jeamoon Lee               | Taisei Ichikawa          | 6-4, 6-1         |
| 17 juillet | M25, Brazzaville         | Terre battue | 25 000 $ | Karim-Mohamed Maamoun     | Alexander Stater         | 7-5, 6-2         |
| 17 juillet | M25, Gandia              | Terre battue | 25 000 $ | Sergi Perez Contri        | Oliver Crawford          | 6-3, 7-5         |
| 17 juillet | M25, Roehampton          | Gazon        | 25 000 $ | Luke Saville              | Daniel Cox               | 6-4, 1-6, 6-1    |
| 17 juillet | M25, Telfs               | Terre battue | 25 000 $ | Sandro Kopp               | Buvaysar Gadamauri       | 6-2, 6-1         |
| 17 juillet | M25, Castelo Branco      | Dur          | 25 000 $ | Goncalo Olveira           | Fabrizio Andaloro        | 6-2, 6-1         |
| 17 juillet | M25, Esch-sur-Alzette    | Terre battue | 25 000 $ | Alex Knaff                | Marlon Vankan            | 6-3, 6-1         |
| 17 juillet | M25, Fuzhou              | Dur          | 25 000 $ | Hanwen Li                 | Xiaofei Wang             | 6-2, 6-3         |
| 17 juillet | M25, Champaign           | Dur          | 25 000 $ | Aidan Mchugh              | Cannon Kingsley          | 6-4, 6-3         |
| 17 juillet | M15, Monastir            | Dur          | 15 000 $ | Gilbert Klier Junior      | Yassine Dlimi            | 6-2, 7-5         |
| 17 juillet | M15, Rochester           | Terre battue | 15 000 $ | Darian King               | Ignacio Monzon           | 6-0, 7-62        |
| 17 juillet | M15, Gubbio              | Terre battue | 15 000 $ | Gabriel Debru             | Federico Arnaboldi       | 6-4, 3-6, 6-3    |
| 17 juillet | M15, Uslar               | Terre battue | 15 000 $ | Sebastian Prechtel        | Stefan Popovic           | 6-3, 4-6, 6-3    |
| 17 juillet | M15, Nakhon Si Thammarat | Dur          | 15 000 $ | Arthur Weber              | Maximus Jones            | 6-2, 6-1         |
| 24 juillet | M25, Brazzaville         | Terre battue | 25 000 $ | Calvin Hemery             | Thomas Setodji           | 4-6, 6-2, 6-3    |
| 24 juillet | M25, Dénia               | Terre battue | 25 000 $ | Pedro Rodenas             | Carlos Lopez Montagud    | 7-63, 6-3        |
| 24 juillet | M25, Bacău               | Terre battue | 25 000 $ | Marius Copil              | Hernan Casanova          | 6-3, 7-64        |
| 24 juillet | M25, Kramsach            | Terre battue | 25 000 $ | Kalin Ivanovski           | Gerard Campana Lee       | 6-2, 6-2         |
| 24 juillet | M25, Porto               | Dur          | 25 000 $ | Jules Marie               | Kenny De Schepper        | 6-2, 4-6, 7-63   |
| 24 juillet | M25, Edwardsville        | Dur          | 25 000 $ | Quinn Vandecasteele       | Aidan Mchugh             | 6-3, 7-65        |
| 24 juillet | M15, Monastir            | Dur          | 15 000 $ | Kris van Wyk              | Adit Sinha               | 6-1, 6-2         |
| 24 juillet | M15, Pittsburgh          | Terre battue | 15 000 $ | Darian King               | Juan Carlos Aguilar      | 4-6, 6-3, 6-3    |
| 24 juillet | M15, Pérouse             | Terre battue | 15 000 $ | Fausto Tabacco            | Andrea Picchione         | 7-63, 6-3        |
| 24 juillet | M15, Metzingen           | Terre battue | 15 000 $ | Nicola Kuhn               | Daniel Paty              | 6-4, 6-1         |
| 24 juillet | M15, Caloundra           | Dur          | 15 000 $ | Luke Saville              | Ryuki Matsuda            | 6-4, 6-3         |
| 24 juillet | M15, Novi Sad            | Terre battue | 15 000 $ | Bor Artnak                | Andrej Nedic             | 6-0, 7-62        |
| 24 juillet | M15, Vejle               | Terre battue | 15 000 $ | Alec Deckers              | Elmer Møller             | 6-4, 3-6, 6-3    |
| 31 juillet | M25, Bolzano             | Terre battue | 25 000 $ | Giovanni Oradini          | Mathys Erhard            | 4-6, 6-3, 7-61   |
| 31 juillet | M25, Roehampton          | Dur          | 25 000 $ | George Loffhagen          | Luke Simkiss             | 6-2, 6-2         |
| 31 juillet | M25, Pitești             | Terre battue | 25 000 $ | Cezar Cretu               | Corentin Denolly         | 6-7, 6-2, 6-3    |
| 31 juillet | M25, Wetzlar             | Terre battue | 25 000 $ | Tristan Lamasine          | Sebastian Fanselow       | 6-3, 6-1         |
| 31 juillet | M25, Astana              | Dur          | 25 000 $ | Renta Tokuda              | Yusuke Takahashi         | 6-0, 6-4         |
| 31 juillet | M25, Decatur             | Dur          | 25 000 $ | Cash Hanzlik              | Naoki Nakagawa           | 4-6, 6-1, 6-4    |
| 31 juillet | M25, Anning              | Terre battue | 25 000 $ | Fajing Sun                | Jie Cui                  | 6-3, 4-6, 6-2    |
| 31 juillet | M15, Monastir            | Dur          | 15 000 $ | Alberto Barroso Campos    | Alexandros Skorilas      | 6-3, 6-4         |
| 31 juillet | M15, Xativa              | Terre battue | 15 000 $ | Carlos Lopez Montagud     | Vilius Gaubas            | 6-4, 7-67        |
| 31 juillet | M15, Eindhoven           | Terre battue | 15 000 $ | Adrian Oetzbach           | Elmer Møller             | 65-7, 7-61, 7-64 |
| 31 juillet | M15, Hyvinkaa            | Terre battue | 15 000 $ | Iiro Vasa                 | Maxence Rivet            | 4-6, 6-4, 7-5    |
| 31 juillet | M15, Caloundra           | Dur          | 15 000 $ | Luke Saville              | Isaac Becroft            | 7-5, 6-0         |
| 31 juillet | M15, Novi Sad            | Terre battue | 15 000 $ | Matej Dodig               | Stefan Popovic           | 4-6, 6-2, 6-3    |
| 31 juillet | M15, Kfar Saba           | Dur          | 15 000 $ | Yshai Oliel               | Amit Vales               | 6-2, 6-0         |

### Août
| Date    | Lieu du tournoi          | Surface             | Dotation | Vainqueur                 | Finaliste              | Score          |
| ------- | ------------------------ | ------------------- | -------- | ------------------------- | ---------------------- | -------------- |
| 7 août  | M25, Roehampton          | Dur                 | 25 000 $ | Jack Pinnington Jones     | Daniil Glinka          | 6-4, 7-63      |
| 7 août  | M25, Herzliya            | Dur                 | 25 000 $ | Orel Kimhi                | Andrea Guerrieri       | 6-2, 2-6, 7-68 |
| 7 août  | M25, Southaven           | Dur                 | 25 000 $ | Chris Rodesch             | Martin Damm            | 63-7, 6-1, 6-3 |
| 7 août  | M25, Jakarta             | Dur                 | 25 000 $ | Arthur Weber              | Leo Borg               | 4-6, 7-5, 7-5  |
| 7 août  | M25, Osijek              | Terre battue        | 25 000 $ | Luka Mikrut               | Valerio Aboian         | 6-4, 6-4       |
| 7 août  | M25, Łódź                | Terre battue        | 25 000 $ | Andrew Paulson            | Daniel Paty            | 6-4, 4-6, 6-4  |
| 7 août  | M25, Baotou              | Terre battue (int.) | 25 000 $ | Mikalai Haliak            | Rigele Te              | 6-4, 64-7, 6-3 |
| 7 août  | M15, Arequipa            | Terre battue        | 15 000 $ | Alvaro Guillen Meza       | Guido Ivan Justo       | 6-4, 6-3       |
| 7 août  | M15, Monastir            | Dur                 | 15 000 $ | Alberto Barroso Campos    | Étienne Donnet         | 6-2, 4-6, 6-3  |
| 7 août  | M15, Eupen               | Terre battue        | 15 000 $ | Marlon Vankan             | Marc Majdandzic        | 7-5, 7-63      |
| 7 août  | M15, Francfort           | Terre battue        | 15 000 $ | Lucas Gersch              | Jakob Schnaitter       | 6-4, 6-1       |
| 7 août  | M15, Pescara             | Terre battue        | 15 000 $ | Luca Castagnola           | Luciano Carraro        | 6-2, 3-6, 6-1  |
| 7 août  | M15, Curtea de Argeș     | Terre battue        | 15 000 $ | Gabi Adrian Boitan        | Radu Mihai Papoe       | 6-4, 6-4       |
| 14 août | M25, Aldershot           | Dur                 | 25 000 $ | Arthur Fery               | Toby Samuel            | 6-4, 6-4       |
| 14 août | M25, Jakarta             | Dur                 | 25 000 $ | Leo Borg                  | Blake Mott             | 6-2, 6-0       |
| 14 août | M25, Yinchuan            | Dur                 | 25 000 $ | Jie Cui                   | Fajing Sun             | 6-3, 7-5       |
| 14 août | M25, Ystad               | Terre battue        | 25 000 $ | Marvin Moeller            | Valentin Vacherot      | 2-6, 6-3, 7-5  |
| 14 août | M25, Coxyde              | Terre battue        | 25 000 $ | Guy Den Ouden             | Timo Legout            | 7-5, 6-2       |
| 14 août | M25, Tainan              | Terre battue        | 25 000 $ | Ergi Kirkin               | Makoto Ochi            | 6-0, 6-2       |
| 14 août | M25, Muttenz             | Terre battue        | 25 000 $ | Matteo Martineau          | Alexander Weis         | 6-1, 64-7, 6-3 |
| 14 août | M25, Bielsko-Biala       | Terre battue        | 25 000 $ | Juan Bautista Torres      | Hynek Barton           | 6-4, 7-5       |
| 14 août | M25, Trujillo            | Terre battue        | 25 000 $ | Gustavo Heide             | Juan Pablo Ficovich    | 6-3, 6-0       |
| 14 août | M15, Monastir            | Dur                 | 15 000 $ | Garrett Johns             | Lukas Pokorny          | 63-7, 6-2, 6-3 |
| 14 août | M15, Belém               | Dur                 | 15 000 $ | Rodrigo Pacheco Mendez    | Gilbert Klier Junior   | 6-1, 6-0       |
| 14 août | M15, Kottingbrunn        | Terre battue        | 15 000 $ | Matej Dodig               | Marat Sharipov         | 6-4, 7-5       |
| 14 août | M15, Überlingen          | Terre battue        | 15 000 $ | Jakob Schnaitter          | Max Hans Rehberg       | 62-7, 6-1, 6-2 |
| 14 août | M15, Targu Jiu           | Terre battue        | 15 000 $ | Dan Alexandru Tomescu     | Gabi Adrian Boitan     | 2-6, 6-3, 6-2  |
| 21 août | M25, Idanha-a-Nova       | Dur                 | 25 000 $ | Dan Added                 | Alberto Barroso Campos | 6-2, 6-2       |
| 21 août | M25, Santander           | Terre battue        | 25 000 $ | Svyatoslav Gulin          | Vilius Gaubas          | 65-7, 6-4, 6-4 |
| 21 août | M25, Tainan              | Terre battue        | 25 000 $ | Matyas Füle               | Rishab Agarwal         | 6-2, 6-2       |
| 21 août | M25, Lesa                | Terre battue        | 25 000 $ | Clément Tabur             | Tim Handel             | 3-6, 6-4, 6-1  |
| 21 août | M25, Poznań              | Terre battue        | 25 000 $ | Lorenzo Joaquín Rodríguez | Georgii Kravchenko     | 4-6, 6-4, 6-1  |
| 21 août | M15, Trier               | Terre battue        | 15 000 $ | Hazem Naw                 | Tom Gentzsch           | 6-4, 6-2       |
| 21 août | M15, Huy                 | Terre battue        | 15 000 $ | Thiemo de Bakker          | Sidané Pontjodikromo   | 6-3, 6-3       |
| 21 août | M15, Caslano             | Terre battue        | 15 000 $ | Mika Brunold              | Andrea Picchione       | 6-3, 6-2       |
| 21 août | M15, Nakhon Si Thammarat | Dur                 | 15 000 $ | Grigoriy Lomakin          | Kasidit Samrej         | 7-62, 4-6, 6-3 |
| 21 août | M15, Monastir            | Dur                 | 15 000 $ | Seydina André             | Lukáš Pokorný          | 3-6, 6-2, 7-66 |
| 21 août | M15, Sao Paulo           | Terre battue        | 15 000 $ | Eduardo Ribeiro           | Daniel Antonio Núñez   | 6-4, 7-66      |
| 28 août | M25, Jablonec nad Nisou  | Terre battue        | 25 000 $ | Martin Krumich            | Mohamed Safwat         | 6-2, 6-0       |
| 28 août | M25, Idanha-a-Nova       | Dur                 | 25 000 $ | Gonçalo Oliveira          | Alberto Barroso Campos | 6-4, 6-4       |
| 28 août | M25, Oldenzaal           | Terre battue        | 25 000 $ | Lucas Gerch               | Oliver Crawford        | 7-5, 6-0       |
| 28 août | M25, Sion                | Terre battue        | 25 000 $ | Rémy Bertola              | Anton Matusevich       | 6-2, 7-5       |
| 28 août | M25, Hong Kong           | Dur                 | 25 000 $ | Justin Barki              | Shin San-hui           | 4-6, 6-4, ab.  |
| 28 août | M25, Maribor             | Terre battue        | 25 000 $ | Michael Vrbenský          | Nicolas Zanellato      | 6-3, 6-4       |
| 28 août | M25, Oviedo              | Terre battue        | 25 000 $ | Carlos López Montagud     | Ryan Nijboer           | 6-1, 3-6, 6-4  |
| 28 août | M15, Szczawno            | Terre battue        | 15 000 $ | Olaf Pieczkowski          | Jasza Szajrych         | 6-1, 6-2       |
| 28 août | M15, Budapest            | Dur                 | 15 000 $ | Giles Hussey              | Gabriel Décamps        | 2-6, 6-3, 6-3  |
| 28 août | M15, Allershausen        | Terre battue        | 15 000 $ | Nicola Kuhn               | Adrian Oetzbach        | 4-6, 7-5, 6-1  |
| 28 août | M15, Forlì               | Terre battue        | 15 000 $ | Gabriele Pennaforti       | Giorgio Tabacco        | 6-4, 6-2       |
| 28 août | M15, Kuršumlijska Banja  | Terre battue        | 15 000 $ | Luka Pavlović             | Dušan Obradović        | 6-2, 6-2       |
| 28 août | M15, Bucarest            | Terre battue        | 15 000 $ | Bogdan Pavel              | Juan Pablo Paz         | 7-5, 6-4       |
| 28 août | M15, Buenos Aires        | Terre battue        | 15 000 $ | Gilbert Klier Júnior      | Lautaro Midón          | 6-2, 6-1       |
| 28 août | M15, Monastir            | Dur                 | 15 000 $ | Alexis Gautier            | Kris van Wyk           | 6-2, 6-2       |
| 28 août | M15, Vienne              | Terre battue        | 15 000 $ | Peter Heller              | Miloš Karol            | 7-67, 6-2      |
| 28 août | M15, Nakhon Si Thammarat | Dur                 | 15 000 $ | Maximus Jones             | Yurii Dzhavakian       | 7-63, 6-4      |

### Septembre
| Date         | Lieu du tournoi               | Surface         | Dotation | Vainqueur              | Finaliste                   | Score             |
| ------------ | ----------------------------- | --------------- | -------- | ---------------------- | --------------------------- | ----------------- |
| 4 septembre  | M25, Bagnères-de-Bigorre      | Dur             | 25 000 $ | Michael Geerts         | Tristan Lamasine            | 6-3, 3-6, 7-67    |
| 4 septembre  | M25, Hong Kong                | Dur             | 25 000 $ | Coleman Wong           | Egor Gerasimov              | 4-6, 7-68, [10-4] |
| 4 septembre  | M25, Monastir                 | Dur             | 25 000 $ | Ryan Seggerman         | Ilia Simakin                | 7-5, 6-4          |
| 4 septembre  | M25, Sintra                   | Dur             | 25 000 $ | Harry Wendelken        | Jaime Faria                 | 3-6, 6-2, 7-64    |
| 4 septembre  | M25, Maribor                  | Terre battue    | 25 000 $ | Juan Bautista Torres   | Michael Vrbenský            | 6-4, 7-5          |
| 4 septembre  | M25, Kigali                   | Terre battue    | 25 000 $ | Damien Wenger          | Oliver Crawford             | 6-4, 6-2          |
| 4 septembre  | M25, Sapporo                  | Dur             | 25 000 $ | Shuichi Sekiguchi      | Shuichi Sekiguchi           | 6-1, 6-4          |
| 4 septembre  | M15, Nakhon Si Thammarat      | Dur             | 15 000 $ | Mitsuki Wei Kang Leong | Pruchya Isaro               | 6-3, 6-2          |
| 4 septembre  | M15, Pirot                    | Terre battue    | 15 000 $ | Vlad Andrei Dancu      | Filip Cristian Jianu        | 7-5, 2-6, 6-3     |
| 4 septembre  | M15, Olavarría                | Terre battue    | 15 000 $ | Lautaro Midón          | Matías Franco Descotte      | 6-4, 6-3          |
| 4 septembre  | M15, Monastir                 | Dur             | 15 000 $ | Fabien Salle           | Peter Bertran               | 7-64, 6-1         |
| 4 septembre  | M15, Madrid                   | Terre battue    | 15 000 $ | Ryan Nijboer           | Pablo Masjuan Ginel         | 6-4, 6-3          |
| 4 septembre  | M15, Budapest                 | Dur             | 15 000 $ | Patrick Kaukovalta     | Ofek Shimanov               | 7-63, 65-7, 6-3   |
| 4 septembre  | M15, Koszalin                 | Terre battue    | 15 000 $ | Lewie Lane             | Dominik Kellovský           | 6-3, 6-3          |
| 4 septembre  | M15, Haren                    | Terre battue    | 15 000 $ | Thiemo de Bakker       | Sidané Pontjodikromo        | 6-3, 6-2          |
| 4 septembre  | M15, Constanta                | Terre battue    | 15 000 $ | Cezar Crețu            | Juan Pablo Paz              | 3-6, 7-5, 6-1     |
| 11 septembre | M25, Madrid                   | Dur             | 25 000 $ | Aidan McHugh           | Peter Heller                | 6-4, 7-5          |
| 11 septembre | M25, Plaisir                  | Dur (int.)      | 25 000 $ | Mats Rosenkranz        | Antoine Hoang               | 6-3, 63-7, 7-63   |
| 11 septembre | M25, Darwin                   | Dur             | 25 000 $ | Blake Mott             | Blake Ellis                 | 6-4, 6-1          |
| 11 septembre | M25, Pouzzoles                | Dur             | 25 000 $ | Francesco Forti        | Arthur Fery                 | 6-4, 6-3          |
| 11 septembre | M25, Kigali                   | Terre battue    | 25 000 $ | Corentin Denolly       | Oliver Crawford             | 1-6, 6-4, 6-4     |
| 11 septembre | M25, Sapporo                  | Dur             | 25 000 $ | Naoki Nakagawa         | Kazuki Nishiwaki            | 4-6, 6-1, 6-4     |
| 11 septembre | M25, Sintra                   | Dur             | 25 000 $ | Henrique Rocha         | Sebastian Fanselow          | 6-2, 6-3          |
| 11 septembre | M25, Monastir                 | Dur             | 25 000 $ | Robin Bertrand         | Ugo Blanchet                | 6-2, 2-6, 6-4     |
| 11 septembre | M15, Monastir                 | Dur             | 15 000 $ | Luca Wiedenmann        | Massimo Giunta              | 7-63, 2-1, ab.    |
| 11 septembre | M15, Buschhausen              | Terre battue    | 15 000 $ | Jonáš Forejtek         | Louis Wessels               | 6-3, 6-4          |
| 11 septembre | M15, Kuršumlijska Banja       | Terre battue    | 15 000 $ | Dušan Obradović        | Svyatoslav Gulin            | 6-2, 6-3          |
| 11 septembre | M15, Champaign                | Dur             | 15 000 $ | Liam Draxl             | William Grant               | 6-1, 6-3          |
| 11 septembre | M15, Satu Mare                | Terre battue    | 15 000 $ | Giuseppe La Vela       | Elio José Ribeiro Lago      | 7-5, 7-5          |
| 18 septembre | M25, Setubal                  | Dur             | 25 000 $ | Martin Damm            | Dali Blanch                 | 7-65, 3-6, 6-3    |
| 18 septembre | M25, Darwin                   | Dur             | 25 000 $ | Blake Mott             | Jake Delaney                | 6-2, 2-6, 6-3     |
| 18 septembre | M25, Takasaki                 | Dur             | 25 000 $ | Naoki Nakagawa         | Makoto Ochi                 | 6-2, 7-65         |
| 18 septembre | M25, Santa Margherita di Pula | Terre battue    | 25 000 $ | Daniel Michalski       | Federico Arnaboldi          | 2-6, 6-4, 6-2     |
| 18 septembre | M25, Charm el-Cheikh          | Dur             | 25 000 $ | Hady Habib             | Kris van Wyk                | 6-4, 6-4          |
| 18 septembre | M25, Guiyang                  | Dur             | 25 000 $ | Bai Yan                | Jimmy Yang                  | 6-2, 6-2          |
| 18 septembre | M25, Pardubice                | Terre battue    | 25 000 $ | Louis Wessels          | Jonáš Forejtek              | 6-4, 4-6, 6-3     |
| 18 septembre | M15, Monastir                 | Dur             | 15 000 $ | Andres Martin          | Constantin Bittoun Kouzmine | 6-2, 6-4          |
| 18 septembre | M15, Punta del Este           | Terre battue    | 15 000 $ | Bruno Kuzuhara         | Álvaro Guillén Meza         | 63-7, 6-1, 6-3    |
| 18 septembre | M15, Melilla                  | Terre battue    | 15 000 $ | Alejo Sánchez Quílez   | Max Alcalá Gurri            | 4-6, 6-0, 6-1     |
| 18 septembre | M15, Kuršumlijska Banja       | Terre battue    | 15 000 $ | Luka Pavlović          | Andrej Nedić                | 7-5, 3-1, ab.     |
| 18 septembre | M15, Danderyd                 | Dur (int.)      | 15 000 $ | Giles Hussey           | Mats Rosenkranz             | 6-2, 6-3          |
| 25 septembre | M25, Sabadell                 | Terre battue    | 25 000 $ | Vilius Gaubas          | Felix Gill                  | 6-4, 6-4          |
| 25 septembre | M25, Santa Margherita di Pula | Terre battue    | 25 000 $ | Gilles-Arnaud Bailly   | Enrico Dalla Valle          | 6-1, 6-2          |
| 25 septembre | M25, Pazardjik                | Terre battue    | 25 000 $ | Clément Tabur          | Yanaki Milev                | 6-2, 3-6, 6-2     |
| 25 septembre | M25, Zlatibor                 | Terre battue    | 25 000 $ | Andrew Paulson         | Valentin Vacherot           | 6-3, 5-7, 6-3     |
| 25 septembre | M25, Falun                    | Dur (int.)      | 25 000 $ | Tibo Colson            | Alexander Blockx            | 7-5, 4-6, 6-3     |
| 25 septembre | M25, Luján                    | Terre battue    | 25 000 $ | Álvaro Guillén Meza    | Luciano Emanuel Ambrogi     | 3-6, 6-3, 7-63    |
| 25 septembre | M15, Forbach                  | Moquette (int.) | 15 000 $ | Daniil Glinka          | Hamish Stewart              | 6-4, 6-4          |
| 25 septembre | M15, Monastir                 | Dur             | 15 000 $ | Roberto Cid Subervi    | Peter Benjamín Privara      | 6-1, 6-3          |
| 25 septembre | M15, Arad                     | Terre battue    | 15 000 $ | Jakub Nicod            | Jakub Nicod                 | 6-4, 68-7, 6-4    |
| 25 septembre | M15, Albuquerque              | Dur             | 15 000 $ | Liam Draxl             | William Grant               | 6-0, 6-2          |
| 25 septembre | M15, Charm el-Cheikh          | Dur             | 15 000 $ | Mohamed Safwat         | Stuart Parker               | 6-2, 3-6, 6-3     |

### Octobre
| Date       | Lieu du tournoi               | Surface         | Dotation | Vainqueur                 | Finaliste                   | Score              |
| ---------- | ----------------------------- | --------------- | -------- | ------------------------- | --------------------------- | ------------------ |
| 2 octobre  | M25, Nevers                   | Dur (int.)      | 25 000 $ | Marvin Möller             | Sascha Gueymard Wayenburg   | 2-6, 7-64, 6-4     |
| 2 octobre  | M25, Cairns                   | Dur             | 25 000 $ | Ajeet Rai                 | Jeremy Beale                | 3-2, ab.           |
| 2 octobre  | M25, Santa Margherita di Pula | Terre battue    | 25 000 $ | Nikolás Sánchez Izquierdo | Gabriele Piraino            | 6-0, 6-4           |
| 2 octobre  | M25, Pazardjik                | Terre battue    | 25 000 $ | Martin Krumich            | Nicholas David Ionel        | 4-6, 6-0, 6-4      |
| 2 octobre  | M25, Mendoza                  | Terre battue    | 25 000 $ | Ignacio Buse              | Luciano Emanuel Ambrogi     | 7-64, 6-3          |
| 2 octobre  | M25, Saragosse                | Terre battue    | 25 000 $ | Felix Gill                | Julio César Porras          | 6-4, 6-1           |
| 2 octobre  | M15, Monastir                 | Dur             | 15 000 $ | Kai Wehnelt               | Constantin Bittoun Kouzmine | 4-6, 7-5, 6-3      |
| 2 octobre  | M15, Ithaca                   | Dur (int.)      | 15 000 $ | Radu Mihai Papoe          | Liam Draxl                  | 3-6, 6-1, 6-2      |
| 2 octobre  | M15, Charm el-Cheikh          | Dur             | 15 000 $ | Mohamed Safwat            | Stuart Parker               | 7-5, 7-5           |
| 2 octobre  | M15, Doha                     | Dur             | 15 000 $ | Marat Sharipov            | Coleman Wong                | 7-64, 6-4          |
| 2 octobre  | M15, Bad Waltersdorf          | Terre battue    | 15 000 $ | Branko Đurić              | Marcel Zielinski            | 6-1, 6-2           |
| 9 octobre  | M25, Cairns                   | Dur             | 25 000 $ | Omar Jasika               | Jake Delaney                | 64-7, 6-4, 6-4     |
| 9 octobre  | M25, Rodez                    | Dur (int.)      | 25 000 $ | Alexis Gautier            | Tom Paris                   | 7-69, 6-1          |
| 9 octobre  | M25, Santa Margherita di Pula | Terre battue    | 25 000 $ | Salvatore Caruso          | Marcello Serafini           | 64-7, 7-64, 6-3    |
| 9 octobre  | M25, Telavi                   | Terre battue    | 25 000 $ | Martin Krumich            | Nicholas David Ionel        | 6-4, 6-4           |
| 9 octobre  | M25, Zapopan                  | Terre battue    | 25 000 $ | Ignacio Buse              | Victor Lilov                | 6-3, 7-61          |
| 9 octobre  | M25, Tavira                   | Dur             | 25 000 $ | Henrique Rocha            | Valentin Royer              | 6-4, 6-4           |
| 9 octobre  | M25, Lajeado                  | Terre battue    | 25 000 $ | Pedro Sakamoto            | Wilson Leite                | 6-1, 6-1           |
| 9 octobre  | M15, Charm el-Cheikh          | Dur             | 15 000 $ | Philip Henning            | Vadym Ursu                  | 6-3, 6-3           |
| 9 octobre  | M15, Vigo                     | Terre battue    | 15 000 $ | Alejo Sánchez Quílez      | Jorge Martínez Martínez     | 6-2, 6-1           |
| 9 octobre  | M15, Doha                     | Dur             | 15 000 $ | Marat Sharipov            | Boris Pokotilov             | 6-4, 7-62          |
| 9 octobre  | M15, Monastir                 | Dur             | 15 000 $ | Maxence Beaugé            | Kai Wehnelt                 | 6-4, 6-3           |
| 9 octobre  | M15, Ahmedabad                | Dur             | 15 000 $ | Florent Bax               | Ishaque Eqbal               | 6-3, 7-5           |
| 16 octobre | M25, Edgbaston                | Dur (int.)      | 25 000 $ | Jacob Fearnley            | Kyle Edmund                 | 6-3, 6-1           |
| 16 octobre | M25, Santa Margherita di Pula | Terre battue    | 25 000 $ | Felix Gill                | Oriol Roca Batalla          | 6-2, 6-4           |
| 16 octobre | M25, Dharwad                  | Dur             | 25 000 $ | Ramkumar Ramanathan       | Digvijay Pratap Singh       | 7-65, 7-66         |
| 16 octobre | M25, Telavi                   | Terre battue    | 25 000 $ | Martin Krumich            | Michael Vrbenský            | 6-3, 67-7, 6-4     |
| 16 octobre | M25, Tavira                   | Dur             | 25 000 $ | Sebastian Fanselow        | Henrique Rocha              | 6-2, 6-3           |
| 16 octobre | M15, Las Vegas                | Dur             | 15 000 $ | Bernard Tomic             | Thai-Son Kwiatkowski        | 6-1, 4-6, 6-2      |
| 16 octobre | M15, Charm el-Cheikh          | Dur             | 15 000 $ | Vadym Ursu                | Philip Henning              | 6-4, 63-7, 6-2     |
| 16 octobre | M15, Héraklion                | Dur             | 15 000 $ | Jakub Nicod               | Alexandros Skorilas         | 6-2, 6-2           |
| 16 octobre | M15, Castellon                | Terre battue    | 15 000 $ | Guido Ivan Justo          | Miguel Damas                | 6-3, 6-2           |
| 16 octobre | M15, Villers-lès-Nancy        | Dur (int.)      | 15 000 $ | Amaury Raynel             | Alexis Gautier              | 67-7, 7-5, 6-4     |
| 16 octobre | M15, Morelia                  | Dur             | 15 000 $ | Karue Sell                | Johan Alexander Rodríguez   | 7-5, 6-2           |
| 16 octobre | M15, Monastir                 | Dur             | 15 000 $ | Aziz Dougaz               | Constantin Bittoun Kouzmine | 7-63, 6-3          |
| 23 octobre | M25, Sarreguemines            | Moquette (int.) | 25 000 $ | Tom Paris                 | Alexey Vatutin              | 6-2, 6-1           |
| 23 octobre | M25, Glasgow                  | Dur (int.)      | 25 000 $ | Alexander Blockx          | Anton Matusevich            | 5-7, 6-4, 6-2      |
| 23 octobre | M25, Santa Margherita di Pula | Terre battue    | 25 000 $ | Oriol Roca Batalla        | Daniel Michalski            | 2-6, 6-1, 6-4      |
| 23 octobre | M25, Saint-Augustin           | Dur (int.)      | 25 000 $ | Charles Broom             | Aziz Dougaz                 | 65-7, 6-4, 6-2     |
| 23 octobre | M25, Harlingen                | Dur             | 25 000 $ | August Holmgren           | Raphael Perot               | 6-3, 65-7, 6-1     |
| 23 octobre | M15, Norman                   | Dur (int.)      | 15 000 $ | Learner Tien              | Duarte Vale                 | 7-66, 6-2          |
| 23 octobre | M15, Tallahassee              | Dur (int.)      | 15 000 $ | Jeremy Jin                | Felix Corwin                | 7-5, 6-3           |
| 23 octobre | M15, Charm el-Cheikh          | Dur             | 15 000 $ | Mohamed Safwat            | Alex Knaff                  | 6-4, 6-4           |
| 23 octobre | M15, Al Zahra                 | Dur             | 15 000 $ | Petr Nesterov             | Gonçalo Oliveira            | 4-6, 6-4, 6-3      |
| 23 octobre | M15, Davangere                | Dur             | 15 000 $ | Bogdan Bobrov             | Nick Chappell               | 6-3, 7-64          |
| 23 octobre | M15, Telavi                   | Terre battue    | 15 000 $ | Filip Cristian Jianu      | Svyatoslav Gulin            | 6-2, 6-0           |
| 23 octobre | M15, Monastir                 | Dur             | 15 000 $ | Alberto Barroso Campos    | Olaf Pieczkowski            | 6-1, 6-1           |
| 23 octobre | M15, Héraklion                | Dur             | 15 000 $ | Valentin Royer            | Matthew William Donald      | 6-1, 6-1           |
| 30 octobre | M25, Mulhouse                 | Dur (int.)      | 25 000 $ | Maxime Janvier            | Emilien Voisin              | 6-4, 6-4           |
| 30 octobre | M25, Sunderland               | Dur (int.)      | 25 000 $ | Alexander Blockx          | Tibo Colson                 | 4-6, 6-2, 6-4      |
| 30 octobre | M25, Edmonton                 | Dur (int.)      | 25 000 $ | Justin Boulais            | Giles Hussey                | 3-6, 7-61, 6-0     |
| 30 octobre | M25, Charm el-Cheikh          | Dur             | 25 000 $ | Robert Strombachs         | Petr Bar Biryukov           | 64-7, 6-4, 3-0 ab. |
| 30 octobre | M25, Héraklion                | Dur             | 25 000 $ | Guy Den Ouden             | Arthur Gea                  | 6-2, 6-2           |
| 30 octobre | M15, Fayetteville             | Dur             | 15 000 $ | Garrett Johns             | Derek Pham                  | 6-4, 6-2           |
| 30 octobre | M15, Al Zahra                 | Dur             | 15 000 $ | Petr Nesterov             | Tomáš Láník                 | 6-4, 7-65          |
| 30 octobre | M15, Monastir                 | Dur             | 15 000 $ | Elliot Benchetrit         | Olaf Pieczkowski            | 6-2, 6-3           |
| 30 octobre | M15, Villa María              | Terre battue    | 15 000 $ | Franco Emanuel Egea       | Alan Fernando Rubio Fierros | 6-1, 6-4           |
| 30 octobre | M15, Selva Gardena            | Dur (int.)      | 15 000 $ | Stefano Napolitano        | Adrian Oetzbach             | 7-5, 6-4           |

### Novembre
| Date        | Lieu du tournoi              | Surface      | Dotation | Vainqueur                | Finaliste                 | Score           |
| ----------- | ---------------------------- | ------------ | -------- | ------------------------ | ------------------------- | --------------- |
| 6 novembre  | M25, Trnava                  | Dur (int.)   | 25 000 $ | Karl Friberg             | Lukáš Pokorný             | 6-4, 6-4        |
| 6 novembre  | M25, Héraklion               | Dur          | 25 000 $ | Arthur Gea               | Cezar Cretu               | 2-6, 6-3, 6-2   |
| 6 novembre  | M25, Charm el-Cheikh         | Dur          | 25 000 $ | Yurii Dzhavakian         | Vadym Ursu                | 7-62, 2-6, 6-2  |
| 6 novembre  | M25, Austin                  | Dur          | 25 000 $ | Pierre-Yves Bailly       | Siem Woldeab              | 2-6, 6-4, 6-3   |
| 6 novembre  | M25, Benicarló               | Terre battue | 25 000 $ | Miguel Damas             | Javier Barranco Cosano    | 6-3, 7-65       |
| 6 novembre  | M25, Monastir                | Dur          | 25 000 $ | Clément Tabur            | Hady Habib                | 3-6, 6-3, 6-4   |
| 6 novembre  | M15, Monastir                | Dur          | 15 000 $ | Egor Agafonov            | Max Wiskandt              | 6-4, 4-6, 7-67  |
| 6 novembre  | M15, Winston-Salem           | Dur          | 15 000 $ | Garrett Johns            | Dhakshineswar Suresh      | 2-6, 6-0, 6-0   |
| 6 novembre  | M15, Saint-Domingue          | Dur          | 15 000 $ | Bruno Kuzuhara           | Facundo Mena              | 7-5, 7-5        |
| 6 novembre  | M15, Rosario                 | Terre battue | 15 000 $ | Juan Carlos Prado Ángelo | Lorenzo Joaquín Rodríguez | 6-3, 4-6, 7-67  |
| 6 novembre  | M15, Antalya                 | Terre battue | 15 000 $ | Filip Cristian Jianu     | Gabriele Pennaforti       | 6-3, 6-2        |
| 6 novembre  | M15, Hua Hin                 | Dur          | 15 000 $ | Andre Ilagan             | Gonçalo Oliveira          | 6-3, ab.        |
| 13 novembre | M25, Hua Hin                 | Dur          | 25 000 $ | Gonçalo Oliveira         | Evgeny Donskoy            | 4-6, 6-2, 6-4   |
| 13 novembre | M25, Columbus                | Dur (int.)   | 25 000 $ | Learner Tien             | Jacob Fearnley            | 2-0, ab.        |
| 13 novembre | M25, Antalya                 | Terre battue | 25 000 $ | Tim Handel               | Alexander Weis            | 6-3, 1-6, 6-3   |
| 13 novembre | M25, Monastir                | Dur          | 25 000 $ | Hady Habib               | Robert Strombachs         | 6-4, 6-4        |
| 13 novembre | M25, Vale do Lobo            | Dur          | 25 000 $ | Henrique Rocha           | Hynek Bartoň              | 6-3, 6-1        |
| 13 novembre | M15, Monastir                | Dur          | 15 000 $ | Maxence Rivet            | Massimo Giunta            | 6-3, 63-7, 7-5  |
| 13 novembre | M15, Valence                 | Terre battue | 15 000 $ | Marco Trungelliti        | Carlos Gimeno Valero      | 6-0, 6-2        |
| 13 novembre | M15, East Lansing            | Dur (int.)   | 15 000 $ | Ozan Baris               | Samir Banerjee            | 6-2, 6-1        |
| 13 novembre | M15, Boca Raton              | Terre battue | 15 000 $ | Kilian Feldbausch        | Garrett Johns             | 6-4, 7-5        |
| 13 novembre | M15, Saint-Domingue          | Dur          | 15 000 $ | Bruno Kuzuhara           | Facundo Mena              | 6-1, 6-0        |
| 13 novembre | M15, Héraklion               | Dur          | 15 000 $ | Arthur Gea               | Jakub Nicod               | 5-2, ab.        |
| 13 novembre | M15, Charm el-Cheikh         | Dur          | 15 000 $ | Vadym Ursu               | Bor Artnak                | 1-6, 6-1, 6-2   |
| 13 novembre | M15, Kuching                 | Dur          | 15 000 $ | Hikaru Shiraishi         | Andre Ilagan              | 6-0, 1-0, ab.   |
| 13 novembre | M15, Cochabamba              | Terre battue | 15 000 $ | Valerio Aboian           | Tomás Farjat              | 6-3, 67-7, 7-62 |
| 20 novembre | M25, Brisbane                | Dur          | 25 000 $ | Shintaro Imai            | Blake Ellis               | 6-4, 7-63       |
| 20 novembre | M25, Bombay                  | Dur          | 25 000 $ | Ramkumar Ramanathan      | Siddharth Vishwakarma     | 6-0, 6-4        |
| 20 novembre | M25, Antalya                 | Terre battue | 25 000 $ | Jay Clarke               | Nerman Fatić              | 6-4, 7-5        |
| 20 novembre | M25, Vale do Lobo            | Dur          | 25 000 $ | Khumoyun Sultanov        | Jules Marie               | 6-4, 7-611      |
| 20 novembre | M25, Monastir                | Dur          | 25 000 $ | Alberto Barroso Campos   | Aziz Douglas              | 7-63, 65-7, 6-3 |
| 20 novembre | M15, Monastir                | Dur          | 15 000 $ | Simon Beaupain           | Christoph Negritu         | 4-6, 6-3, 7-62  |
| 20 novembre | M15, Alcalá de Henares       | Dur          | 15 000 $ | Hazem Naw                | Daniel Mérida             | 6-4, 6-1        |
| 20 novembre | M15, Limassol                | Dur          | 15 000 $ | Elmer Møller             | Jakub Nicod               | 6-4, 6-3        |
| 20 novembre | M15, Santa Cruz              | Terre battue | 15 000 $ | Alex Barrena             | Valerio Aboian            | 6-3, 6-4        |
| 20 novembre | M15, Héraklion               | Dur          | 15 000 $ | Arthur Gea               | Alastair Gray             | 7-62, 6-3       |
| 20 novembre | M15, Charm el-Cheikh         | Dur          | 15 000 $ | Vadym Ursu               | Evgeny Philippov          | 6-3, 6-2        |
| 20 novembre | M15, Ipoh Perak              | Dur          | 15 000 $ | Alexey Zakharov          | Takuya Kumasaka           | 6-0, 6-3        |
| 27 novembre | M25, Héraklion               | Dur          | 25 000 $ | Valentin Royer           | Jules Marie               | 6-3, 7-5        |
| 27 novembre | M25, Gold Coast              | Dur          | 25 000 $ | Makoto Ochi              | Matthew Dellavedova       | 6-4, 6-3        |
| 27 novembre | M25, Kalaburagi              | Dur          | 25 000 $ | Ramkumar Ramanathan      | David Pichler             | 6-2, 6-1        |
| 27 novembre | M25, Monastir                | Dur          | 25 000 $ | Bogdan Bobrov            | Alexis Gautier            | 2-6, 6-4, 7-5   |
| 27 novembre | M15, Antalya                 | Terre battue | 15 000 $ | Stefan Popović           | Maxim Zhukov              | 2-6, 6-3, 6-2   |
| 27 novembre | M15, Limassol                | Dur          | 15 000 $ | Lorenzo Bocchi           | Millen Hurrion            | 4-6, 7-5, 6-4   |
| 27 novembre | M15, Al Zahra                | Dur          | 15 000 $ | Yankı Erel               | Sidané Pontjodikromo      | 6-3, 6-2        |
| 27 novembre | M15, Monastir                | Dur          | 15 000 $ | Jakub Paul               | Étienne Donnet            | 6-2, 6-3        |
| 27 novembre | M15, San Gregorio di Catania | Terre battue | 15 000 $ | Pol Martín Tiffon        | Gabriele Piraino          | 6-2, 6-2        |
| 27 novembre | M15, Madrid                  | Dur          | 15 000 $ | Alastair Gray            | Hazem Naw                 | 6-1, 65-7, 6-2  |
| 27 novembre | M15, Santa Cruz              | Terre battue | 15 000 $ | Juan Carlos Prado Ángelo | Igor Gimenez              | 6-3, 7-5        |
| 27 novembre | M15, Charm el-Cheikh         | Dur          | 15 000 $ | Marat Sharipov           | Evgeny Philippov          | 6-4, 6-4        |
| 27 novembre | M15, Kuala Lumpur            | Dur          | 15 000 $ | Jeong Yeong-seok         | Alexey Zakharov           | 1-6, 7-66, 6-4  |

### Décembre
| Date        | Lieu du tournoi      | Surface      | Dotation | Vainqueur              | Finaliste             | Score          |
| ----------- | -------------------- | ------------ | -------- | ---------------------- | --------------------- | -------------- |
| 4 décembre  | M15, Charm el-Cheikh | Dur          | 15 000 $ | Samuel Vincent Ruggeri | Saba Purtseladze      | 6-4, 7-62      |
| 4 décembre  | M15, Madrid          | Terre battue | 15 000 $ | Marco Trungelliti      | Pol Martín Tiffon     | 6-4, 6-2       |
| 4 décembre  | M15, Antalya         | Terre battue | 15 000 $ | Dmitry Popko           | Sergey Fomin          | 6-4, 3-6, 6-2  |
| 4 décembre  | M15, Al Zahra        | Dur          | 15 000 $ | Jules Marie            | Elgin Khoeblal        | 6-2, 6-1       |
| 4 décembre  | M15, Concepción      | Terre battue | 15 000 $ | Facundo Mena           | Nicolás Kicker        | 7-64, 6-1      |
| 4 décembre  | M15, Monastir        | Dur          | 15 000 $ | Guy Den Ouden          | Jakub Paul            | 6-3, 6-2       |
| 11 décembre | M15, Charm el-Cheikh | Dur          | 15 000 $ | Samuel Vincent Ruggeri | Evgeny Philippov      | 6-3, 6-3       |
| 11 décembre | M15, Wellington      | Dur          | 15 000 $ | Matthew Dellavedova    | Matt Kuhar            | 2-6, 6-2, 6-1  |
| 11 décembre | M15, Antalya         | Terre battue | 15 000 $ | Evgenii Tiurnev        | Corentin Denolly      | 7-64, 5-7, 6-1 |
| 11 décembre | M15, Al Zahra        | Dur          | 15 000 $ | Alastair Gray          | Emilien Demanet       | Annulé         |
| 11 décembre | M15, Concepción      | Terre battue | 15 000 $ | Gonzalo Villanueva     | Facundo Mena          | 6-3, 6-4       |
| 11 décembre | M15, Ceuta           | Dur          | 15 000 $ | Paul Jubb              | D. A. Barreto Sánchez | 6-1, 6-2       |
| 11 décembre | M15, Monastir        | Dur          | 15 000 $ | Omni Kumar             | Christoph Negritu     | 6-1, 6-1       |
| 18 décembre | M15, Yanagawa        | Dur          | 15 000 $ | Hikaru Shiraishi       | Taisei Ichikawa       | 6-3, 2-6, 6-1  |
| 18 décembre | M15, Papamoa         | Dur          | 15 000 $ | Matthew Dellavedova    | Jacob Bradshaw        | 7-64, 6-2      |
| 18 décembre | M15, Antalya         | Terre battue | 15 000 $ | Dmitry Popko           | Max Alcalá Gurri      | 6-4, 7-5       |
| 18 décembre | M15, Monastir        | Dur          | 15 000 $ | Omni Kumar             | Alexandr Cozbinov     | 6-4, 7-5       |
| 25 décembre | M15, Yanagawa        | Dur          | 15 000 $ | Shin San-hui           | Lee Duck-hee          | 6-3, 6-4       |
| 25 décembre | M15, Monastir        | Dur          | 15 000 $ | Oliver Tarvet          | Ryotaro Taguchi       | 4-6, 6-3, 6-1  |